# Plage de Llevant
Platja de Llevant est une plage artificielle de Barcelone créée en 2006. Elle est située entre la plage de la Nova Mar Bella et la plateforme Marine Zoo.
C'est la première plage de Barcelone où les chiens sont autorisés à nager en été. En ce sens, depuis 2016, une partie de la plage est aménagée en tant que telle et est physiquement séparée du reste de la plage.

## Plan

Plages de Barcelone

## Source de traduction
- (ca) Cet article est partiellement ou en totalité issu de l’article de Wikipédia en catalan intitulé « Platja de Llevant (Barcelona) » (voir la liste des auteurs).